# Raymond VI van Toulouse
Raymond VI van Toulouse (Saint-Gilles, 27 oktober 1156 – Toulouse, 2 augustus 1222) was graaf van Toulouse, hertog van Narbonne en markies van Provence van 1194 tot 1222. Daarnaast was hij graaf van Melgueil van 1173 tot 1190. Zijn gebied lag formeel in het koninkrijk Frankrijk, behalve het graafschap Vivarais en het markgraafschap Provence, die in het Heilige Roomse Rijk lagen.

## Geboorte
In 1156 werd Raymond geboren in Saint-Gilles als telg van het roemrijke geslacht van de graven van Toulouse van het huis Rouergue. Zijn vader was Raymond V van Toulouse en zijn moeder was Constance van Frankrijk. Door dit huwelijk was het Huis van Toulouse verbonden aan de Franse kroon. Raymonds grootvader was Lodewijk VI van Frankrijk.

## Huwelijken en kinderen
Raymond is in zijn leven zes keer getrouwd:
- Gravin van Melgueil (1172-1176)
- Beatrice van Béziers (1177-1189)
- Johanna Plantagenet (1197-1199), dochter van Hendrik II van Engeland, en weduwe van Willem II van Sicilië
- de dochter van Comnenus van Cyprus (1200-1202)
- Eleonora, dochter van koning Alfons II van Aragón (1202-1222).

Zijn kinderen waren:
- Constance (1178-1260), gehuwd met Sancho VII van Navarra (1154-1234) en met graaf Pierre Bermund IV van Anduze (-1215)
- India, gehuwd met burggraaf Gilbert van Lautrec en in 1226 met Bernard van Ile-Jourdain
- Raymond VII (1197-1249)
- Bertram
- Wilhelmina, gehuwd met Baral van Baux.

## Opvolging
In 1194 volgde hij zijn vader op als graaf van Toulouse, hertog van Narbonne en markies van Provence. De graaf van Toulouse is voor het grootste deel van zijn gebied een vazal van de Franse koning, maar dat is theoretisch. In de praktijk heeft de koning van Frankrijk weinig of niets te vertellen in Languedoc. Bovendien is het huis Rouergue voor een ander deel van het Frans gebied vazal van de Engelse koning. In de periode na zijn vaders dood weet hij zijn gebied uit te breiden. Door zijn huwelijk in 1197 met Johanna Plantagenet, de dochter van Hendrik II van Engeland, verwerft hij Quercy en Agenais. De Franse koning Filips-Augustus schenkt hem Figeac.

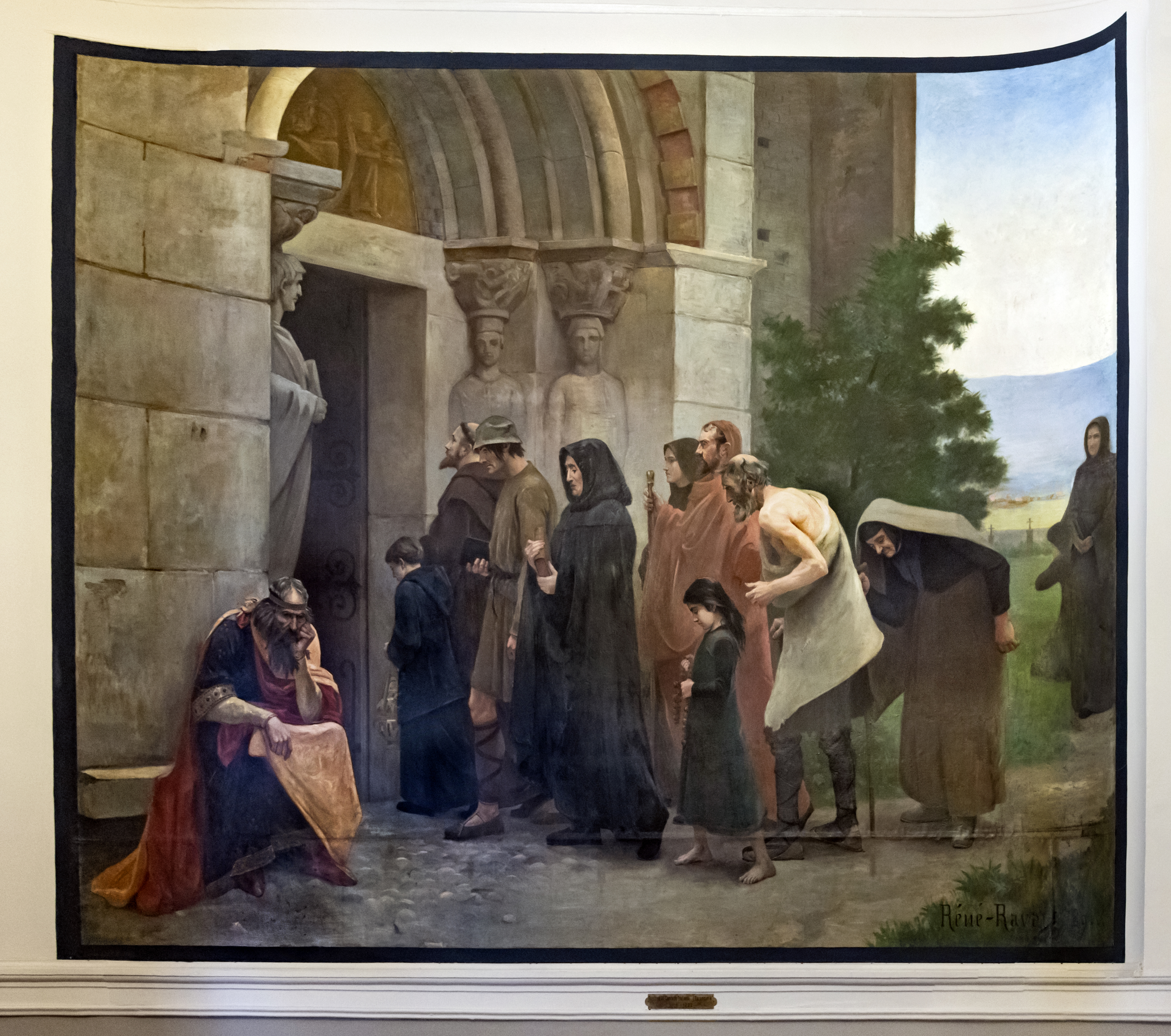
Raymond VI geëxcommuniceerd door de Roomse Kerk

## Excommunicatie
Raymond was een verlicht doch eenvoudige man. Hij ging vaak gekleed in een simpele wollen kleed. Hij hield van de jacht maar nog meer van het hofleven. Aan zijn hof waren de beste Toulouse minstrelen en jongleurs. Zo was de bekende troubadour Bernard de Ventadour jarenlang zijn gast.
Ook op filosofisch en godsdienstig gebied nodigde hij verschillende gasten uit. Toulouse, waar Raymond zijn belangrijkste kasteel had, was in die tijd het culturele centrum van Languedoc en was ook in religieus opzicht erg tolerant, waarvan met name de Katharen profiteerden. In 1204 zond paus Innocentius III drie legaten om te prediken tegen de Katharen en om Raymond Vl ertoe over te halen de Katharen niet meer te beschermen. Raymond weigerde dit en werd in 1207 geëxcommuniceerd. Op 14 januari 1208 werd de pauselijke legaat Pierre de Castelnau, na een onderhoud met Raymond VI, vermoord bij het oversteken van de Rhône. Innocentius ontnam hem hierop zijn bezittingen. Op 18 juni 1209 deed Raymond openbare boetedoening voor de kerk van Saint-Gilles waarna de paus zijn excommunicatie ophief.

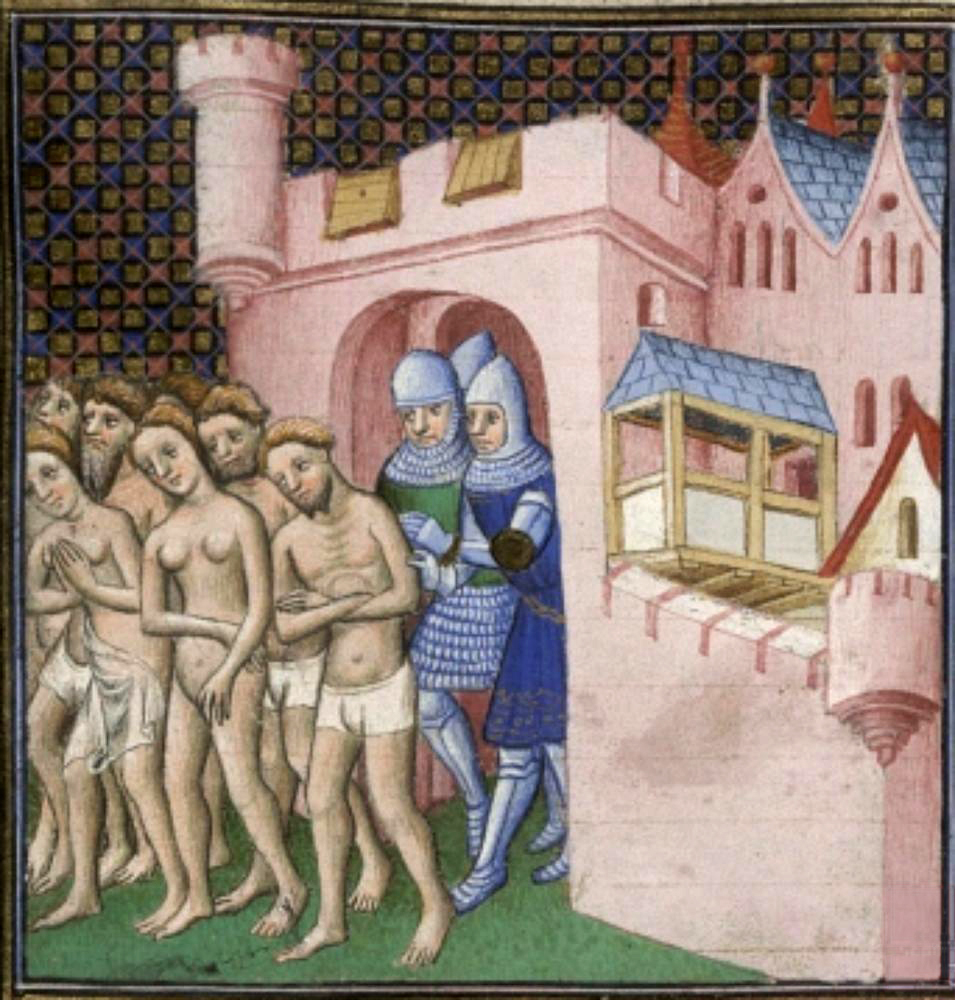
De verovering van Carcassonne in 1209, tijdens de Albigenzische Kruistocht tegen de Katharen

## Albigenzische Kruistocht
Raymond zag zich gedwongen mee te doen aan de Albigenzische Kruistocht tegen de katharen onder leiding van Simon IV van Montfort. Na het Bloedbad van Béziers en het beleg en de verovering van Carcassonne begon hij in te zien, dat het Simon niet alleen om de strijd tegen de katharen te doen was. Montfort was ook bezig aan een veroveringsoorlog en de tijdens de kruistocht in bezit genomen landgoederen vielen hem toe.
Raymond staakte de vijandigheden tegen de katharen en stapte uit de kruistocht. Dit leverde hem een tweede excommunicatie op. Ondertussen verzamelde hij troepen en nam diplomatieke stappen tegen Simon IV van Montfort. Maar nadat hij uit Rome was teruggekomen, waar hij bij paus Innocentius III had geprobeerd zich vrij te pleiten van de moord op Pierre de Castelnau, vond hij zijn landerijen geplunderd door Montfort terug. In 1212 waren alleen Toulouse en Montauban nog in zijn bezit. In 1213 kwam zijn zwager, Peter II van Aragón, om in de Slag bij Muret.
Tijdens het beleg van Toulouse door de troepen van Montfort in 1215 kon Raymond weinig meer dan onderhandelen met de pauselijke legaat. De uitkomst was dat hij in ballingschap zou gaan in Engeland en Toulouse zou opgeven. Montfort nam Toulouse in en werd op het Vierde Lateraans Concilie (1215) officieel uitgeroepen tot de nieuwe graaf van Toulouse.

## Dood
Vanuit Aragón hervatte Raymond de strijd en nam in 1217 weer Toulouse in. Hij wist de stad succesvol te verdedigen tegen de troepen van Montfort. Tijdens die strijd stierf Simon IV van Montfort door een kogel uit een slinger. Tot zijn dood in 1222 heeft Raymond vrijwel alle tijdens de Albigenzer kruistocht verloren gebieden heroverd.

## Voorouders
| Voorouders van Raymond VI van Toulouse (1156-1222) | Voorouders van Raymond VI van Toulouse (1156-1222)                     | Voorouders van Raymond VI van Toulouse (1156-1222)                     | Voorouders van Raymond VI van Toulouse (1156-1222)                     | Voorouders van Raymond VI van Toulouse (1156-1222)                     | Voorouders van Raymond VI van Toulouse (1156-1222)                              | Voorouders van Raymond VI van Toulouse (1156-1222)                              | Voorouders van Raymond VI van Toulouse (1156-1222)                              | Voorouders van Raymond VI van Toulouse (1156-1222)                              |
| -------------------------------------------------- | ---------------------------------------------------------------------- | ---------------------------------------------------------------------- | ---------------------------------------------------------------------- | ---------------------------------------------------------------------- | ------------------------------------------------------------------------------- | ------------------------------------------------------------------------------- | ------------------------------------------------------------------------------- | ------------------------------------------------------------------------------- |
| Overgrootouders                                    | Raymond IV van Toulouse (1041-1105) ∞ Elvira van Castilië (1080-1151)  | Raymond IV van Toulouse (1041-1105) ∞ Elvira van Castilië (1080-1151)  | Raymond van Posquières en Uzès (-) ∞ ? (-)                             | Raymond van Posquières en Uzès (-) ∞ ? (-)                             | Filips I van Frankrijk (1052-1108) ∞ Bertha van Holland (1058-1094)             | Filips I van Frankrijk (1052-1108) ∞ Bertha van Holland (1058-1094)             | Humbert II van Savoye (1072-1103) ∞ Gisela van Bourgondië (1075-1133)           | Humbert II van Savoye (1072-1103) ∞ Gisela van Bourgondië (1075-1133)           |
| Grootouders                                        | Alfons Jordaan van Toulouse (1103-1148) ∞ Faydiva van Uzés (1058-1094) | Alfons Jordaan van Toulouse (1103-1148) ∞ Faydiva van Uzés (1058-1094) | Alfons Jordaan van Toulouse (1103-1148) ∞ Faydiva van Uzés (1058-1094) | Alfons Jordaan van Toulouse (1103-1148) ∞ Faydiva van Uzés (1058-1094) | Lodewijk VI van Frankrijk (1081-1137) ∞ 1115 Adelheid van Maurienne (1092-1154) | Lodewijk VI van Frankrijk (1081-1137) ∞ 1115 Adelheid van Maurienne (1092-1154) | Lodewijk VI van Frankrijk (1081-1137) ∞ 1115 Adelheid van Maurienne (1092-1154) | Lodewijk VI van Frankrijk (1081-1137) ∞ 1115 Adelheid van Maurienne (1092-1154) |
| Ouders                                             | Raymond V van Toulouse (1134-1194) ∞ 1115 Constance Capet (1125-1176)  | Raymond V van Toulouse (1134-1194) ∞ 1115 Constance Capet (1125-1176)  | Raymond V van Toulouse (1134-1194) ∞ 1115 Constance Capet (1125-1176)  | Raymond V van Toulouse (1134-1194) ∞ 1115 Constance Capet (1125-1176)  | Raymond V van Toulouse (1134-1194) ∞ 1115 Constance Capet (1125-1176)           | Raymond V van Toulouse (1134-1194) ∞ 1115 Constance Capet (1125-1176)           | Raymond V van Toulouse (1134-1194) ∞ 1115 Constance Capet (1125-1176)           | Raymond V van Toulouse (1134-1194) ∞ 1115 Constance Capet (1125-1176)           |